# Chaparrón de plomo
Chaparrón de plomo es el nombre del tercer álbum del grupo sevillano Narco. El disco salió a la venta en el año 2001.

## Canciones
| N.º | Título                                     | Duración |  |
| 1.  | «A tomar por culo el mundo»                | 3:12     |  |
| 2.  | «Vizco»                                    | 3:58     |  |
| 3.  | «El encarguito (cuidado con el carnicero)» | 3:47     |  |
| 4.  | «Miseria, muerte y sangre»                 | 3:00     |  |
| 5.  | «La pasma está buscando...»                | 3:33     |  |
| 6.  | «El caraloco»                              | 2:21     |  |
| 7.  | «Chivato manso»                            | 3:30     |  |
| 8.  | «El cotarro»                               | 3:26     |  |
| 9.  | «Vivió más que 1000 viejos»                | 4:02     |  |
| 10. | «Nuestras mulas»                           | 3:26     |  |
| 11. | «Actitud Gamberra»                         | 4:00     |  |
| 12. | «De bajón»                                 | 4:23     |  |

## Personal
- Vikingo M.D. – voz
- Chato Chungo – voz
- Diablero Diaz – guitarra
- Amnésico – bajo
- Abogado del Diablo – DJ
- Manipulador – batería

- Datos: Q5764656